# Бутаков, Александр Григорьевич
Александр Григорьевич Бутаков (25 июня (7 июля) 1861 — 1 [14] марта 1917, Кронштадт) — русский контр-адмирал, дворянин, сын адмирала Григория Ивановича Бутакова.

## Биография
Родился 25 июня (7 июля) 1861 года в семье контр-адмирала Григория Ивановича Бутакова. Был старшим ребёнком в семье; 4 сентября 1862 года родился его брат Алексей, 4 сентября 1866 года — сестра Мария.

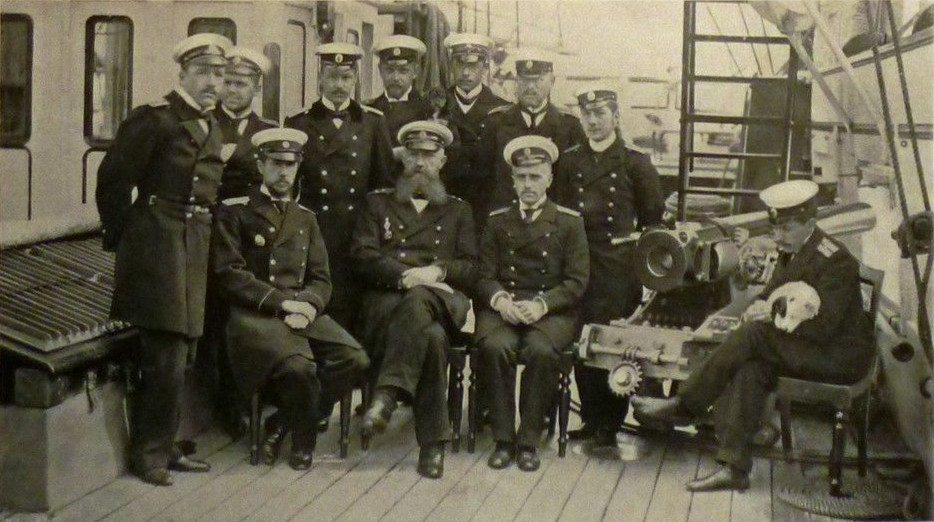
Бутаков в окружении офицеров клипера «Крейсер» в США

После окончания Санкт-Петербургского университета был зачислен 8 июня 1884 года юнкером в 6-й флотский экипаж. После сдачи экзаменов за курс Морского кадетского корпуса был произведён в мичманы. С 26 марта 1889 года — флаг-офицер штаба командующего Практической эскадрой Балтийского моря.
Командир миноносцев: «Роченсальм» (с 3 апреля 1895), «Тосно» (с 13 июня), «Нарген» (с 19 июля 1895), № 119 (с 27 августа 1899).
С 7 октября 1902 года по 10 октября 1905 года — морской агент в США (вступил в должность 11 февраля 1903 года). 22 сентября 1902 года пожалован орденом Св. Владимира IV степени с бантом. 6 декабря 1902 года «за отличие по службе» произведен в чин капитана 2-го ранга.
С 20 февраля 1906 года — командир минного крейсера «Всадник». С 9 апреля 1906 по 14 января 1908 — командир посыльного судна «Алмаз». 6 декабря 1907 года произведен в чин капитана 1-го ранга. Командир крейсеров: «Паллада» (с 8 декабря 1908), «Баян» (с 22 ноября 1910). 6 декабря 1910 года награжден орденом Св. Владимира III степени.
7 мая 1913 года назначен исправляющим должность начальника Кронштадтского порта. С 6 ноября 1913 года — начальник штаба Кронштадтского порта. 6 декабря 1913 произведён в контр-адмиралы. 6 декабря 1915 года награжден орденом Св. Анны I степени.
Был убит матросами в Кронштадте 1 (14) марта 1917 года во время Февральской революции. Похоронен на Никольском кладбище Александро-Невской лавры.

## Семья
Был женат на Ольге Николаевне Казнаковой (1867—1900) — фрейлина Её Императорского Величества, дочь западно-сибирского генерал-губернатора Н. Г. Казнакова. Их дети:
- Елизавета (26.05.1895—1944) — после революции эмигрировала во Францию. Умерла и похоронена в Каннах.
- Григорий (1897—1978) — капитан 1-го ранга ВМФ СССР, участник Гражданской и Великой Отечественной войны.
- Екатерина (1898—1942) — умерла в блокадном Ленинграде. Похоронена на Пискаревском кладбище.
- Николай (1903—1977) — нефтепромышленник в Австралии.